# 特設艦船
特設艦船（とくせつかんせん）とは、民間船を徴用し、海軍所属の艦艇としたものである。正規軍艦の専門化が進んだ、近代以降の海軍において使われる用語である。

## 概要
近代以前は、主力艦以外の軍艦と民間船との間に構造面における厳然たる差がなかった。このため、有事の際には民間船を武装させ、そのまま軍艦として使用することが多かった。しかし、近代以降は軍艦が構造的に特殊化・専門化したため、民間船をそのまま最前線での任務にあたる艦艇として使用することは難しくなった。それでも、戦時においては一刻でも早く、多くの戦闘艦が必要となるため、既存の民間船（商船・貨物船・漁船など）を徴用し、それに改造や武装を施すことによって、最前線以外での戦闘に従事する艦艇に仕立て上げた。これを特設艦船と呼ぶ。
基になる民間船が多種多様であることから、様々な大きさ・性能の特設艦艇があるが、一般に新規に戦闘艦を建造するより大幅にコストが低く、工事期間も短くて済むという利点がある。後述するように、船員をそのまま徴用して流用できる利点もある。ただし、武装は正規戦闘艦よりも少なく、速度も遅く、装甲もないため防御力も弱いという欠点がある。
指揮をとるのは海軍士官であり、国際法上も軍艦に該当するが、乗員全員が軍人とは限らず、船体の徴用と同時に船員も徴用されている場合が多かった。その場合、高級船員は士官待遇の軍属となることが通常である。一般船員に関しては、軍と直接契約して指揮下に入り軍属となる場合と、軍と船会社の間の傭船契約に従って派遣されるだけで厳密には軍属といいがたい場合がある。

## 日本海軍の特設艦船

### 日露戦争
1904年（明治37年）1月11日、山本権兵衛海軍大臣は、明治三十六年度海軍戦時編制に準拠して汽船30余隻を雇入、各鎮守府に艤装を命じた。これらの船舶の呼称は当時、単に「仮装巡洋艦」「水雷母艦」「工作船」「病院船」および「輸送船」であった。「輸送船」は、艦隊付属に限りその用途によって「給炭用」「給水用」を冠し、その他は一般に「輸送船」と称した。戦局の発展に伴い、特種の艤装を要するものが多く、用途を区分する必要が生じたため、1905年（明治38年）2月10日に至り、「仮装巡洋艦」「水雷母艦」「仮装砲艦」「水雷沈置艦」「工作船」「病院船」「給兵船」「給水船」「給糧船」「給炭船」「通信船」「救難船」「海底電線沈置船」等に再区分した。なお、旅順港閉塞作戦に用いた「閉塞船」も特設艦船の一種である。

### 昭和前期
昭和前期の日本海軍は特設艦艇の建造に特に熱心であった。軍縮条約および予算の制限により、補助艦艇の不足を感じていた日本海軍は、1937年（昭和12年）の「優秀船舶建造助成施設」に基づき、民間の優秀船舶が建造される際に補助金を出していた。これは戦時には徴用され、特設艦艇に改装されることが条件であった。そのため、ハッチの大きさや位置の海軍規格化、大砲設置のための構造強化、飛行甲板設置のための甲板構造設計などが行われていた。

#### 種類
特設艦船は、船の特徴、大きさなどにより32種類に分けられ艤装された。戦艦、駆逐艦と潜水艦を除き、ほぼすべての艦種に特設艦船がある。なお、海軍徴用の民間船でも特設艦船に含まれない一般徴用船という方式があったほか、陸軍も独自に多数の民間船を徴用していた。また、船舶運営会所管の民間船の建前で、徴用を受けないまま軍事輸送に協力する海軍配当船・陸軍配当船という制度も太平洋戦争中に実施されている。
特設巡洋艦大型貨客船、1万トン内外でなるべく高速。貨客船に砲・魚雷発射管を増設したもので、洋上での臨検・監視、船団護衛に用いた。
特設航空母艦15ノット以上の高速、大型貨客船で1万5千トン以上。最終的に格納庫・飛行甲板を装備し、貨客船としての原形をとどめず、正規航空母艦に取り込まれた。
特設水上機母艦高速大型貨物船で、6 - 8千トン。支那事変（日中戦争）中は特殊装備を用いず、太平洋戦争時にはカタパルトを装備して発艦能力を高めた。
特設航空機運搬艦大型貨物船。カタパルトを持たず、航空機を格納庫に収容して運搬する。一部には工作機械を搭載し、航空機の修理が可能な船もあった。
特設敷設艦前記船舶を除く次等の貨物船。特に改装をせず、格納庫を機雷庫として転用した。
特設水雷母艦前記船舶を除く次等の貨物船。特に改装をせず、支那事変中は砲艇母艦、太平洋戦争中は魚雷運送船として使われた。
特設運送艦（乙）特設水上機母艦に準ずる
特設潜水母艦同 上
特設砲艦（大）2 - 3千トンの貨客船または貨物船
特設砲艦（小）2千トン未満の貨客船または貨物船
特設砲艦兼敷設艦特設砲艦（大）と同等
特設急設網艦3千トン内外の高速貨物船
特設捕獲網艇特設砲艦（小）と同等
特設防潜網艇3千トン内外と1千トン内外の貨客船または貨物船
特設掃海艇3百トン内外のトロール船
特設掃海母艦2 - 3千トンの貨客船
特設駆潜艇1百トン内外の発動機漁船
特設監視艇（甲）（乙）同 上
特設工作艦6千トン内外の貨客船または貨物船
特設港務艦6 - 8千トンの貨客船
特設測量艦同 上
特設救難船3千トン内外の貨物船
特設病院船1千6百 - 1万2千トンの貨客船
特設電纜敷設船2 - 3千トンの貨客船
特設雑役船
特設運送船海軍将校の監督官が配置される（甲）と省略可能な（乙）があり、また用途により下記の区分がある。
特設運送船（給兵）5 - 8千トンの貨物船。特設給兵船。給兵船とは武器弾薬用の補給艦のこと
特設運送船（給水）同上。特設給水船
特設運送船（給油）石油タンカー。特設給油船
特設運送船（給炭）、特設運送船（給炭油）5千トン以上の貨物船。特設給炭船、特設給炭油船
特設運送船（給糧）（大）は5千トン内外の貨物船、（小）は7百 - 2千トンの冷蔵船。特設給糧船
特設運送船（通信）5千トン以上の高速貨物船。特設通信船
特設運送船（雑用）2千トン以上の貨物船。基地間の物資・部隊輸送に用いる一般的な輸送船。特設雑用船

#### 特設監視艇
太平洋戦争中、洋上哨戒をする監視船が大量に必要になった海軍は、外洋航海が可能な漁船等の船舶を「特設監視艇」に指定して徴用した。海軍第22戦隊や各地の根拠地隊に所属させた。この特設監視艇は海軍艦艇として軍艦旗を掲げ、強力な無線機を装備して任務にあたった。北洋から赤道までその活動範囲は広範囲に及んだが、主にアメリカ海軍艦隊に対する早期警戒を目的として、日本列島のはるか東方海上の東経150 - 160度線を南北に沿う海域を中心に哨戒していた。戦争後期には、航空機警戒用に北緯30度・東経140度線付近の海域への展開も重視された。
武装は、戦争初期は小銃のみだった。一説には、目立つ武装を避けることで民間漁船に偽装する意図があったともいわれ、乗員も軍服の着用が避けられたという。しかし、中期には7.7mm機銃と迫撃砲を追加され、後期には25mm対空機銃や13mm単装機銃、さらには電探や若干の爆雷なども装備されるなど重武装化した。それでも、この程度の武装では敵航空機や潜水艦に遭遇してもまともに戦えるはずがなく、多くの特設監視艇が敵発見の無電を発しながら撃沈されていった。
これら特設監視艇が命を捨てて発信した敵発見の無電だが、日本海軍がキャッチできたとしても、日米の戦力差が広がり続けている状況では効果的な迎撃が難しいため、せっかく特設監視艇の通報を受けても迎撃できなかったこともあった。
戦時下の日本の船員たちの悲劇をまとめた書籍「日本郵船戦時戦史」の文中には、「まことに弱い運命のもとにおかれた彼らは進んで戦う何ものも与えられておらず、ただ小さな船のなかでじっと死の来るのを待っているばかりであった。（中略）敵に会っても、そのなすがままに死なねばならないことは、軍人以上の精神力を必要とした」とある。
太平洋戦争開戦時の特設監視艇数は211隻であったが、407隻まで拡充され、約300隻が喪失した。

#### 徴用された船舶数と罹災数
個々の徴用船に関する資料は多数あるが、まとまったものは少ない。したがって正確な数が把握されていないのが実情であるが、海軍が発表した資料によれば、
- 海軍が徴用した船舶は、1,373隻、約242万総トン
- 失われた船舶は、836隻、約186万総トン
- 残存した船舶は僅か374隻、約14万総トン
- 残りの163隻、約42万総トンは戦時中に解除されたという

この他に、1949年の経済安定本部調査によれば、合計15,518隻の民間船が罹災したという記録が残されている。その内訳は、
| 私有一般汽船   | 3,207隻 |
| 官有一般汽船   | 368隻   |
| 機帆船         | 2,070隻 |
| 漁船           | 1,595隻 |
| 艀船（はしけ） | 6,731隻 |
| 各種工事用船   | 307隻   |
| その他         | 1,240隻 |

随って、海軍発表の数よりも、実際にはもっと多数の船舶が徴用され罹災したものと思われる。

## イギリスの特設艦船
イギリス海軍もまた、第一次世界大戦・第二次世界大戦、さらにはフォークランド紛争時に多くの民間船を徴用し、武装を施して船団護衛などに用いた。
- 特設防空艦
- 特務船(Qシップ)
  - カタパルト装備商船(CAMシップ) - 徴用無しに民間人により運航されたので、軍艦資格を有する特設艦船ではない。
  - 商船空母(MACシップ) - 同上。